# Восковые пальмы

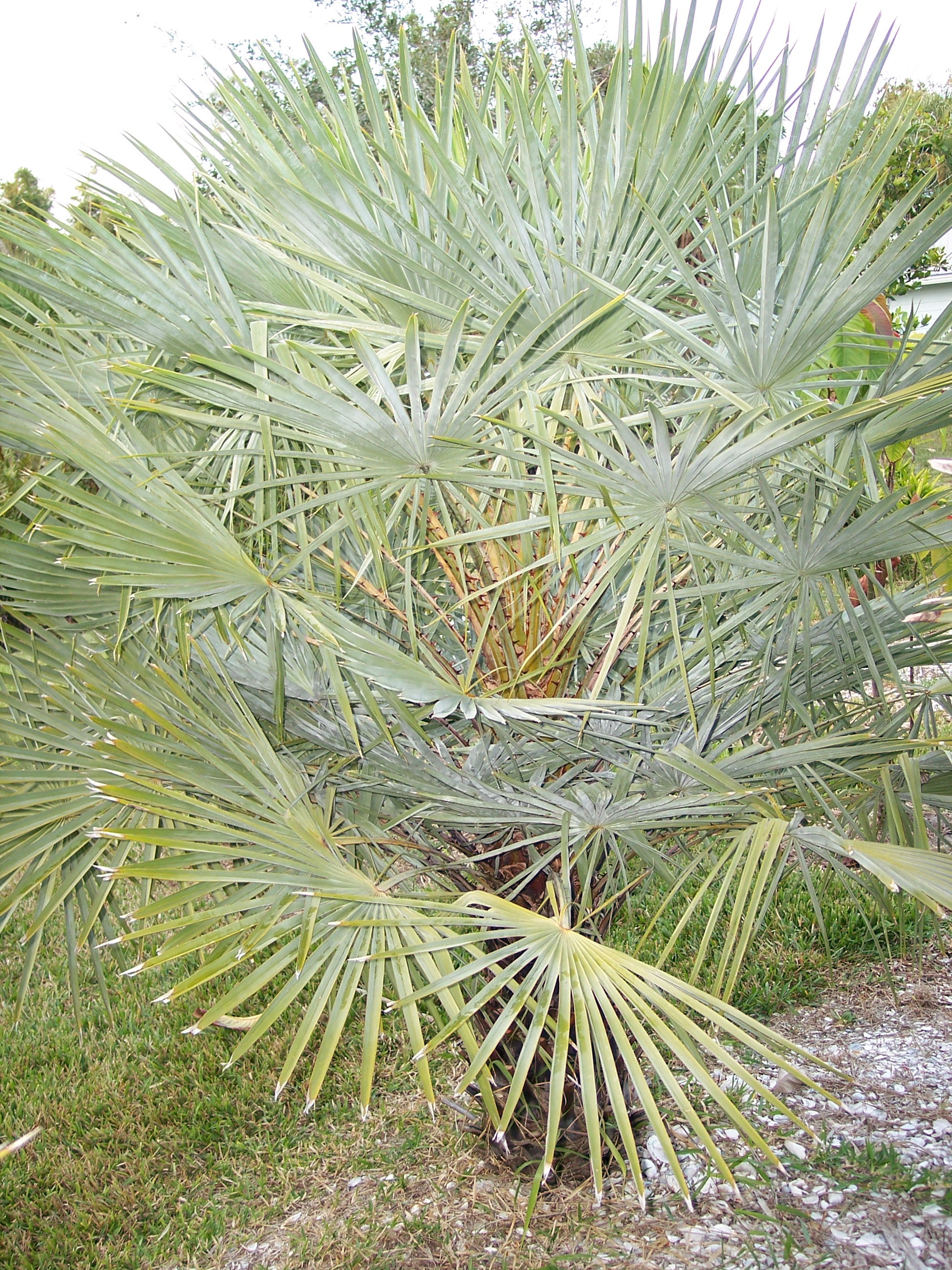
бразильская восконосная пальма (Copernicia prunifera)

Восковые пальмы — представители семейства пальм, несущие на различных своих частях восковой налёт.
Наиболее известна бразильская восконосная пальма, или карнауба (Copernicia cerifera, C. prunifera) из Бразилии, относящаяся к роду коперниция. Невысокая пальма с широким и толстым, но слабым стволом, вследствие того, что сосудисто-волокнистые пучки мягки, непрочны и не утолщаются по направлению к коре. Веерообразные листья образуют густой, почти шаровидный шатёр наверху ствола. Черешки отмерших листьев, расширенные при основании в виде влагалища, растрескиваются продольно и дают очень крепкие волокна. На листьях образуется желтоватый слой воска, древесина используется как строительный материал. Плоды съедобны в сыром и варёном виде.
Род цероксилон (Ceroxylon, в переводе — восковое дерево), насчитывает около 20 видов. Наиболее известны цероксилон альпийский, или андийский (C. alpinum, C. andicola), произрастающий на западном склоне ущелья Киндио. Высокий стройный ствол до того густо покрыт беловатым слоем воска, что кажется высеченным из мрамора. Цероксилон киндьоский (C. quindiuense), встречающийся на восточном склоне этого ущелья, считается самой высокой пальмой в мире и является национальной эмблемой Колумбии.